# Clavulicium extendens
Clavulicium extendens är en svampart som beskrevs av Hood 1999. Clavulicium extendens ingår i släktet Clavulicium och familjen Clavulinaceae.   Inga underarter finns listade i Catalogue of Life.